# 田中町 (下関市)
田中町（たなかまち）は、山口県下関市にある地名。郵便番号は750-0008。当地域の人口は589人（平成27年国勢調査による。）。

## 地理
下関市の南部に位置する。北は上田中町、西は名池町、南は南部町、東は赤間町と幸町に隣接する。

## 歴史

### 地名の由来
広い田があったことから田中という地名になった。

### 沿革
- 958年（天徳2年）空也が浄土宗名池山阿弥陀如来東蓮寺を開基[3]。
- 1769年（明和6年）升本善兵衛が九仙山本尊十一面観音法幢寺を開基[3]。
- 1879年（明治12年）
田中町が赤間関の1町として成立[2]。
日本キリスト教団下関教会が設立される[2]。
- 1945年（昭和20年）空襲で町はほぼ焼失[2]。
- 1954年（昭和29年）一部が赤間町、幸町となり、関後地村、西之端町、東南部町、唐戸町から一部を編入[2]。
- 1955年（昭和30年）7月30日 福田正義が長周新聞を創刊[4]。
- 1966年（昭和41年）一部が名池町、上田中町3丁目となる[2]。
- 2010年（平成22年）2月13日 田中絹代ぶんか館が開館[4]。

## 小・中学校の学区
市立小・中学校に通う場合、学区は以下の通りとなる。
| 町丁   | 番・番地 | 小学校             | 中学校             |
| ------ | -------- | ------------------ | ------------------ |
| 田中町 | 全域     | 下関市立名池小学校 | 下関市立名陵中学校 |

## 経済

### 産業
企業
- ヤクルト山陽唐戸センター[6]

## 施設
- 貴布禰神社（祭神は倉稲魂神と高龗神、五穀神社ともいう。）[3]
- 日本キリスト教団下関教会[3]
- 東蓮寺（浄土宗）[3]
- 法幢寺（黄檗宗）[3]
- 下関市立近代先人顕彰館（田中絹代ぶんか館[4]）
- 下関市観光政策課・観光施設課・文化振興課[7]

## 出身・ゆかりのある人物
- 林芙美子（小説家） - 1903年（明治36年）、貴布禰神社入口の民家で生誕[2]。
- 松本清張（小説家）
- 藤井啓一（弁護士、衆議院議員） - 住所が田中町[8]。
- 藤井五一郎（弁護士、裁判官、公安調査庁初代長官） - 藤井啓一の長男[8]。